# Međunarodna masonska asocijacija
Međunarodna masonska asocijacija (fran. Association maçonnique internationale; engl. International Masonic Association), skraćeno AMI, je bila međunarodni savez koji je okupljao slobodnozidarske velike lože u Europi i Americi. Djelovao je gotovo 30 godina, od 1921. do  1950.

## Povijest

### Pozadina
Veliki orijent Francuske je 1889.  godine je prvi predložio formiranje jedne međunarodnog saveza slobodnih zidara koja bi okupila velike lože/orijente iz različitih država. To je i učinjeno 1902. godine na Međunarodnom masonskom kongresu u Ženevi, Švicarska. Sljedeće godine, međunarodni ured za masonske odnose otvoren je u Neuchâtelu u Švicarskoj i stavljen pod vodstvo Édouarda Quartier-la-Tentea, tadašnjeg velikog majstora Velike lože "Alpina" Švicarske. Međutim, zbog previranjima povodom Prvog svjetskog rata, ovaj ured je morao prestati s radom, raspušten je 1920. godine.

### Osnivanje i rast
U listopadu 1921. godine, tijekom Ženevske konvencije pod predsjedanjem Isaaca Reverchona, velikog majstora Velike lože Švicarske, nadležnosti liberalno-kontinentalnog ustroja slobodnog zidarstva okupile su se kako bi osnovale novu organizaciju pod nazivom Međunarodna masonska asocijacija. Cilj asocijacije bio je održavati postojeće odnose između velikih loža, razvijati ih te stvarati nove. Među osnivačima su Velika loža Švicarske, Veliki orijent Francuske, Velika loža Države New York, Velika loža Francuske, Veliki orijent Belgije, Veliki orijent Italije i Veliki orijent Nizozemske. S izuzetkom Velike lože Države New York, većina velikih loža nalazila se u europskoj sferi utjecaja i bili su dio radikalne političke struje.
U 1923. godini Asocijacija je imala 23 velike lože u svom članstvu, do kojih je 14 bilo iz Europe. Sljedeće 1924. godine registrirano je sedam novih članica uključujući pet iz Latinske Amerike i dvije nove iz Europe. Time je broj članica porastao na trideset. Između 1927. i 1934. godine jedanaest novih velikih loža, uključujući tri velike lože iz Meksika, povećale su broj koji je te godine dosegnuo svoj maksimum.
Međutim, tijekom 1930-ih Asocijacija je doživjela neumoljivo opadanje članstva (28 u 1938.), uzrokujući slabljenje organizacije. Ovaj pad je uglavnom bio posljedica progona koje su slobodni zidari trpjeli u velikom broju europskih zemalja (Italija, Portugal, Turska, Španjolska, Austrija, Čehoslovačka i Poljska), što je uzrokovalo progonstvo ili raspuštanje velikih loža.

### Političke aktivnosti
U 1930-ima, Asocijacija je igrala vodeću ulogu u koordinaciji političkih aktivnosti kontinentalnih slobodnih zidara. Dana 6. svibnja 1933. godine na kongresu u Bruxellesu upućen je apel svim ložama i velikim ložama u svijetu da prosvjeduju protiv uspona nacionalsocijalizma u Njemačkom Reichu i pozvala ih na "ujedinjenje kako bi osigurali poštivanje načela ljudske slobode i dostojanstva koji su čast naše civilizacije".
Tijekom Drugog svjetskog rata Asocijacija je preselila svoj ured iz Ženeve u Lisabon u Portugalu i neuspješno je poduzimao političke napore da uvjeri britansku i američku vladu da ne priznaju vladavinu Francisca Franca nad Španjolskom državom, već da rade na obnovi Španjolske na liberalnim osnovama (bilo pod krinkom ustavne monarhije pod Juanom de Bórbonom ili kao republika). Doista, Španjolska država pod Francom neprestano je optuživala Asocijaciju da je dio međunarodne antidomoljubne zavjere te da je izazvala Španjolski građanski rat.

### Raspuštanje
Nakon Drugog svjetskog rata, Ujedinjena velika loža Engleske, koja je djelovala kao figura manje politički radikalnog regularnog slobodnog zidarstva, pozvala je Veliku ložu Švicarske da prekine svoje odnose s kontinentalnim slobodnim zidarima kojima je dominirao Veliki orijent Francuske. Posljedično tome, 1950. godine, Alpina se odvojila od kontinentalnih i raspustila Asocijaciju.

## Ustroj
Sjedište Međunarodne masonske asocijacije je bilo u Ženevi, Švicarske.

### Članstvo
U članstvu ove organizacije bile su sljedeće velike lože:

#### Europa
- Velika loža Beča za Austriju (1930. – 1939.[a])
- Veliki orijent Belgije (od 1921.)
- Velika loža Bugarske (od 1921.)
- Nacionalna velika loža Čehoslovačke (1930. – 1939.[a])
- Velika loža Francuske (od 1921.)
- Veliki orijent Francuske (od 1921.)
- Veliki orijent Grčke (od 1923.)
- Veliki orijent Italije (1921. – 1927.[a])
- Velika loža "Jugoslavija" (1926. – 1940.[a])
- Velika loža Luksemburga (od 1927.)
- Društvo slobodnih zidara "Izlazeće Sunce" (1921. – 1934.[a])
- Velika simbolička loža Njemačke (1930. – 1934.[a])
- Veliki orijent Nizozemske (1921. – 1927.)
- Velika loža "Polarna zvijezda"[b] (od 1927.)
- Velika loža Poljske (1936. – 1937.[a])
- Veliki orijent Lusitanije u Portugalu (1921. – 1935.[a])
- Velika loža Španjolske (1921. – 1937.[a])
- Veliki orijent Španjolske (1930. – 1937.[a])
- Velika loža "Alpina" Švicarske (od 1921.)
- Veliki orijent Turske (1921. – 1935.[a])

#### Amerika
- Velika loža Republike Argentine (od 1936.?)
- Velika loža Bolivije (od 1936.?)
- Veliki orijent Brazila (od 1930.)
- Velika loža Čilea (od 1936.?)
- Velika loža Ekvadora (od 1924.)
- Velika loža Gvatemale (od 1924.)
- Veliki orijent Haitija (od 1924.)
- Velika loža Hondurasa (od 1936.?)
- Nacionalna velika loža Kolumbije (od 1923.)
- Najuzvišenija nacionalna velika loža Kolumbije (od 1923.)
- Velika loža otoka Kube (od 1930.)
- Velika loža "Orijentalni poluotok" države Merida (od 1930.)
- Velika loža "Pacifik" Države Sonora (od 1930.)
- Velika loža doline Meksika (od 1936.?)
- Velika loža Paname (od 1936.?)
- Simbolička velika loža Paragvaja (od 1936.?)
- Velika loža Republike Peru (od 1924.)
- Velika suverena loža Portorika (od 1923.)
- Velika loža Države New York (1921. – 1924.)
- Velika loža Cuscatlana u Salvadoru (od 1923.)
- Velika orijent Urugvaja (od 1936.?)
- Velika loža Republike Venezuele (od 1923.)

### Veliki kancelari
Veliki kancelari Međunarodne masonske asocijacije bili su:
1. Édouard Quartier-la-Tente (1921. – 1925.)
2. Isaac Reverchon (1925. – 1927.)
3. John Mossaz (1927. – 1950.)